# فرودگاه هیلزبرو
فرودگاه هیلزبرو (به انگلیسی: Hillsboro Airport) یک فرودگاه همگانی با کد یاتا HIO است که یک باند فرود آسفالت دارد و طول باند آن ۲۰۱۲ متر است. این فرودگاه در شهر هیلسبرو، اورگن کشور ایالات متحده آمریکا قرار دارد و در ارتفاع ۶۲٫۲ متری از سطح دریا واقع شده‌است.